# Björn Phau
Björn Phau (Darmstadt, 4 de octubre de 1979) es un jugador profesional de tenis alemán.

## Torneos ATP

### Individuales

#### Clasificación en torneos del Grand Slam
| Torneo               | 2011 | 2010 | 2009 | 2008 | 2007 | 2006 | 2005 | 2003 | 2001 | 2000 |
| -------------------- | ---- | ---- | ---- | ---- | ---- | ---- | ---- | ---- | ---- | ---- |
| Abierto de Australia | 1r   | -    | 1r   | -    | 1r   | 2r   | 2r   | 1r   | -    | -    |
| Roland Garros        |      | -    | -    | -    | -    | 1r   | 1r   | -    | -    | 1r   |
| Wimbledon            |      | -    | 1r   | -    | -    | 1r   | 1r   | -    | -    | -    |
| US Open              |      | 1r   | 1r   | 1r   | 1r   | 2r   | 2r   | -    | 2r   | -    |

### Dobles

#### Finalista
| Leyenda                |
| Grand Slam (0)         |
| Tennis Masters Cup (0) |
| ATP Masters Series (0) |
| ATP Tour (1)           |

| N.º | Fecha             | Torneo | Superficie    | Pareja         | Oponentes en la final        | Resultado |
| --- | ----------------- | ------ | ------------- | -------------- | ---------------------------- | --------- |
| 1.  | 1 de mayo de 2006 | Múnich | Tierra batida | Alexander Peya | Andrei Pavel Alexander Waske | 6-4 6-2   |

### Challengers
| N.º | Fecha                 | Torneo      | Superficie    | Oponente en la final | Resultado      |
| --- | --------------------- | ----------- | ------------- | -------------------- | -------------- |
| 1.  | 13 de agosto de 2001  | Bronx       | Dura          | Andy Ram             | 6-2 6-4        |
| 2.  | 31 de octubre de 2005 | Busán       | Dura          | Simon Greul          | 6-1 6-2        |
| 3.  | 10 de mayo de 2010    | Biella      | Tierra batida | Simone Bolelli       | 6-4 6-2        |
| 4.  | 24 de mayo de 2010    | Alessandria | Tierra batida | Carlos Berlocq       | 7-6(5) 2-6 6-2 |